# Where (SQL)
WHERE — оператор в SQL, указывающий, что оператор языка управления данными (DML) должен действовать только на записи, удовлетворяющие определенным критериям. Критерии должны быть описаны в форме предикатов. Раздел WHERE — не обязательный раздел в SQL (DML) предложениях. Он используется в качестве условия в SQL-запросе для ограничения записей обрабатываемых в выражениях SQL (DML) или возвращаемых запросом.

## Общее представление
WHERE — зарезервированное слово языка SQL.
Раздел WHERE используется совместно с SQL DML операторами в следующей форме:
```
SQL
-
DML
-
выражение

FROM
 
table_name
 

WHERE
 
predicate

```

Все записи, для которых значением предиката раздела WHERE является истина — будут задействованы (или возвращены) в SQL DML выражении (или запросе). Записи, для которых значение предиката будет ложь или неопределенность (NULL) — исключатся из SQL DML выражения или выборки.
Следующий пример возвращает в выборке из таблицы mytable только те записи, у которых значение в колонке mycol больше 100.
```
SELECT
 
*

FROM
   
mytable

WHERE
  
mycol
 
>
 
100

```

Следующий пример удаляет из таблицы mytable те записи, которые удовлетворяют условию: значения в колонке mycol принимают значения NULL или равны значению 100
```
DELETE

FROM
   
mytable

WHERE
  
mycol
 
IS
 
NULL
 
OR
 
mycol
 
=
 
100

```